# گنوییه
گنوییه یک منطقهٔ مسکونی در ایران است که در دهستان کیسکان واقع شده‌است. گنوییه ۲۱۲ نفر جمعیت دارد.